# Vorderpfeinach
Vorderpfeinach (fränkisch: Foada-bfaini) ist ein Gemeindeteil der Stadt Uffenheim im Landkreis Neustadt an der Aisch-Bad Windsheim (Mittelfranken, Bayern). Vorderpfeinach liegt in der Gemarkung Custenlohr.

## Lage
Der Weiler liegt am Buchholzbach, einem rechten Zufluss der Steinach. Östlich des Ortes befindet sich eine Keltenschanze. Eine Gemeindeverbindungsstraße führt nach Hinterpfeinach (0,8 km südlich) bzw. die Kreisstraße NEA 49 kreuzend zur Staatsstraße 2419 bei Welbhausen (2,7 km nördlich). Eine weitere Gemeindeverbindungsstraße führt zur Kreisstraße NEA 43 (1,3 km nordöstlich).

## Geschichte
Der Ort wurde 1373 als „Obern Phinaw“ erstmals urkundlich erwähnt. Möglicherweise wurde er schon 1259 als „Phinowe“ erwähnt. Der Beleg kann aber nicht eindeutig zugeordnet werden. Das Bestimmungswort des Ortsnamens ist Pfīno, der Personenname des Siedlungsgründers. Das Grundwort bezeichnet eine Flussaue.
Gegen Ende des 18. Jahrhunderts gab es in Vorderpfeinach 7 Anwesen. Das Hochgericht übte das ansbachische Oberamt Uffenheim aus. Das Kasten- und Stadtvogteiamt Uffenheim war Grundherr über 5 Anwesen. Von 1797 bis 1808 unterstand Vorderpfeinach dem preußischen Justiz- und Kammeramt Uffenheim.
1806 kam der Ort an das Königreich Bayern. Mit dem Gemeindeedikt (frühes 19. Jahrhundert) wurde Vorderpfeinach dem Steuerdistrikt Mörlbach und der Ruralgemeinde Custenlohr zugewiesen.
Am 1. Juli 1972 wurde Vorderpfeinach im Zuge der Gebietsreform in Bayern nach Uffenheim eingegliedert.

### Einwohnerentwicklung
| Jahr      | 001818 | 001840 | 001861 | 001871 | 001885 | 001900 | 001925 | 001950 | 001961 | 001970 | 001987 |
| Einwohner | 73 *   | 45     | 65 *   | 43     | 51     | 40     | 42     | 69     | 23     | 33     | 31     |
| Häuser    | 17 *   | 8      |        |        | 9      | 9      | 8      | 9      | 6      |        | 8      |
| Quelle    | [ 9 ]  | [ 13 ] | [ 14 ] | [ 15 ] | [ 16 ] | [ 17 ] | [ 18 ] | [ 19 ] | [ 20 ] | [ 21 ] | [ 1 ]  |

## Religion
Der Ort ist seit der Reformation evangelisch-lutherisch geprägt und gehört bis heute zur Kirchengemeinde St. Jakob (Custenlohr).